# Euxoa rabiosa
Euxoa rabiosa là một loài bướm đêm trong họ Noctuidae.